# Península de la Magdalena

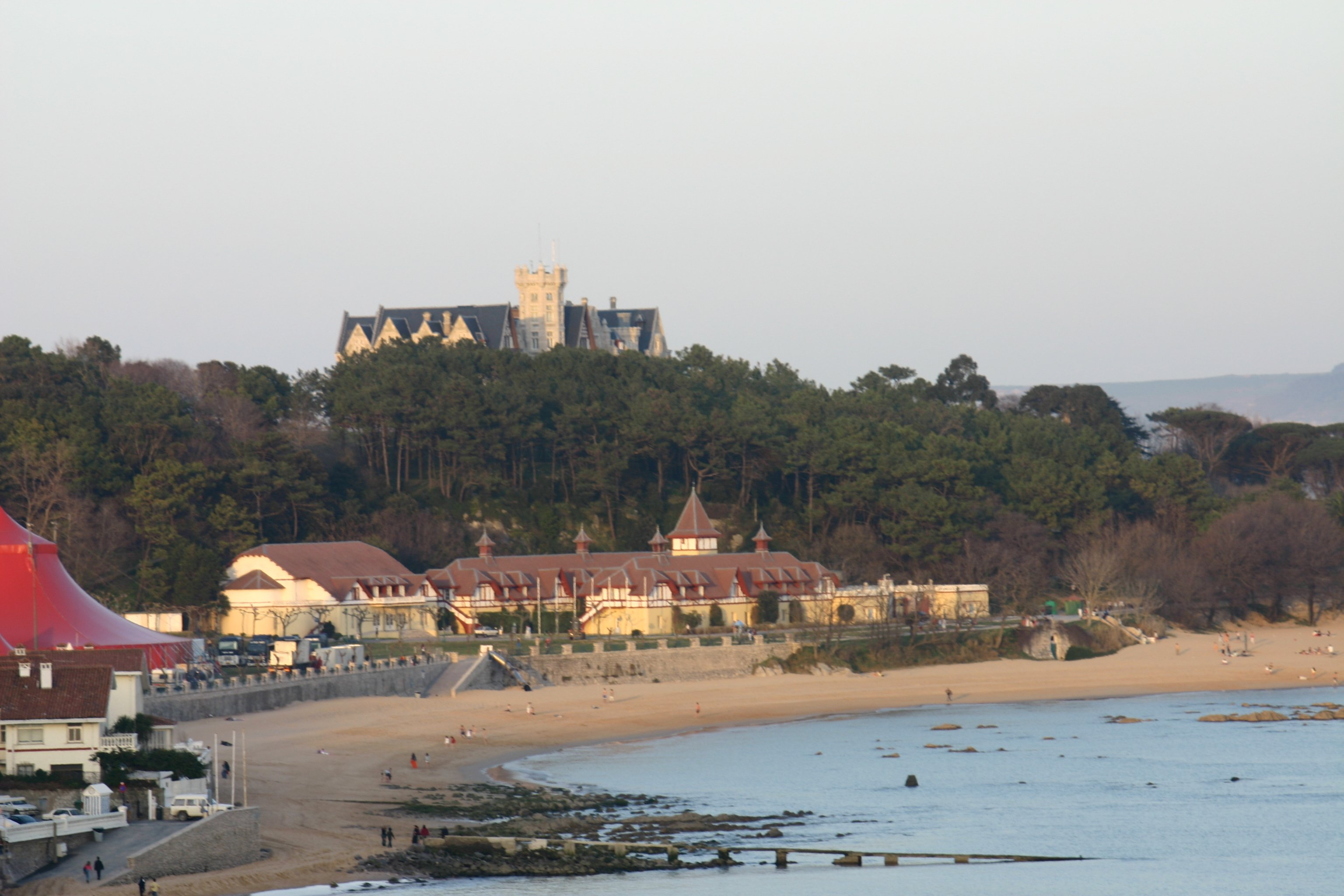
Palacio de la Magdalena en lo alto de la península.

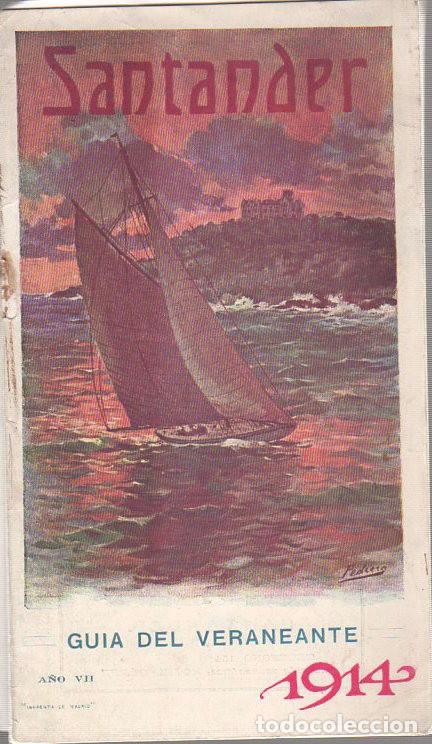
Guía del veraneante Santander, 1914; portada de Mariano Pedrero.

La península de la Magdalena, también llamada Real Sitio de la Magdalena, se encuentra en la ciudad de Santander (Cantabria, España). Tiene una superficie de 24,5 hectáreas. Fue un regalo de la ciudad de Santander al rey Alfonso XIII, quien utilizó el Palacio de la Magdalena como residencia de veraneo entre 1912 y 1929. En la actualidad la península es un parque público abierto durante el día.

## Historia
La península fue el punto estratégico más importante de Santander, dado que controlaba el acceso a la bahía de Santander y por ende a la ciudad. Prueba de ello es la presencia de restos arqueológicos romanos posteriores al siglo I.
Por este motivo, se decidió levantar el castillo de ‘San Salvador de Hano’ en la punta de la península de La Magdalena en el año 1576. Y años más tarde se edificaría el de ‘La Cerda’ en 1639.
En julio de 1812, durante la Guerra de la Independencia, los ingleses, aliados de los españoles, capturan la isla de Mouro, desde donde abaten con fuego granado las defensas tomadas por los franceses, logrando expulsarlos de ellas.
Durante la tercera guerra carlista, Santander fue considerada un punto estratégico por su conexión ferroviaria con Madrid y su puerto. En la Península de la Magdalena, entonces desprovista de arbolado, se instalaron varias construcciones militares y cuatro baterías de artillería —Sandoval, San Emeterio Alta y Baja, y Altos del Salvador— orientadas al norte y este. Aunque aún se conservan restos, nunca llegaron a entrar en funcionamiento antes de su desmantelamiento.
Durante la guerra hispano-estadounidense de 1898, y ante el temor de un ataque naval, el Gobierno español ordenó la fortificación de la costa cantábrica. En Santander se construyeron tres baterías: en Langre, Cabo Mayor y la Península de la Magdalena. Las obras comenzaron en mayo de 1898 con obreros locales y la instalación de cañones Krupp y obuses, a los que más tarde se sumarían piezas Hontoria. Se levantaron casamatas, un polvorín y un cuartel para albergar hasta 200 artilleros en el sector sur de la península, zona hoy ocupada por el edificio de Las Caballerizas. Las baterías fueron bautizadas como San Emeterio y San Celedonio, patronos de la ciudad.
Sin embargo, poco después de completadas las obras, y con el conflicto ya resuelto, el Gobierno ordenó desmontar los cañones y enviarlos a la Escuela de Tiro de Madrid. Gracias a la intervención de la Cámara de Comercio, algunas piezas fueron sustituidas por artillería de costa, pero las instalaciones pronto quedaron en desuso. Años más tarde, las antiguas baterías fueron derribadas antes de la construcción del Palacio de la Magdalena.
A finales del siglo XIX y comienzos del XX, la mayoría de los castillos y defensas costeras —algunos con más de tres siglos de antigüedad— fueron desmantelados. En este contexto, el Ministerio de Defensa cedió la Península de la Magdalena al Ayuntamiento en 1909. Lo cual coincidió con el declive del comercio ultramarino de Santander y su giro hacia el turismo y el ocio costero. El Sardinero comenzó a atraer a las clases altas, impulsado por la moda de los baños de ola, promovidos por la prensa y la medicina higienista. Las élites locales buscaron ofrecer una residencia a la familia real. Y tras un primer intento fallido con la cesión de la finca La Alfonsina, a Isabel II que nunca llegó a ocupar —pues fue confiscada tras su destronamiento—. Se decidió años más tarde construir el Palacio de la Magdalena para el veraneo de Alfonso XIII y su corte.
Tras la proclamación de la Segunda República, la familia real abandonó el Palacio de la Magdalena camino del exilio. El Gobierno republicano incautó sus bienes y, en agosto de 1932, el ministro Fernando de los Ríos decidió convertir el recinto en la sede de la Universidad Internacional de Verano de Santander. Durante la Guerra Civil, el palacio fue utilizado como hospital de sangre, mientras que el edificio de caballerizas sirvió como campo de concentración de prisioneros bajo control de las autoridades franquistas.
En 1946, la universidad fue refundada como Universidad Internacional Menéndez Pelayo (UIMP), que continuó utilizando las instalaciones. En 1977, el Ayuntamiento de Santander alcanzó un acuerdo con Don Juan de Borbón para recuperar la península, que pasó a convertirse en parque público. Años más tarde se inició un proceso de rehabilitación que culminó el 14 de junio de 1995 con su inauguración oficial por los reyes Juan Carlos I y Sofía.

## Descripción
En la Península de la Magdalena se encuentran la playa de la Magdalena (cercana a la playa de los Peligros) y la playa de los Bikinis, el monumento a Félix Rodríguez de la Fuente, los tres galeones —que forman el museo al aire libre "El hombre y la mar" — utilizados por el navegante cántabro Vital Alsar para rememorar el viaje de Francisco de Orellana desde el océano Pacífico hasta la desembocadura del Amazonas y su posterior regreso a España, y un pequeño zoo gratuito donde se pueden observar patos, pingüinos, leones marinos y focas.
En su campa se celebran cada año eventos como el concurso de hípica o el Día Infantil de Cantabria (organizado por ADIC cada primer domingo de junio). Además, el recinto suele ser lugar de eventos musicales y deportivos, como el concurso de polo o la sede del extinto Real Santander Foot-ball Club.

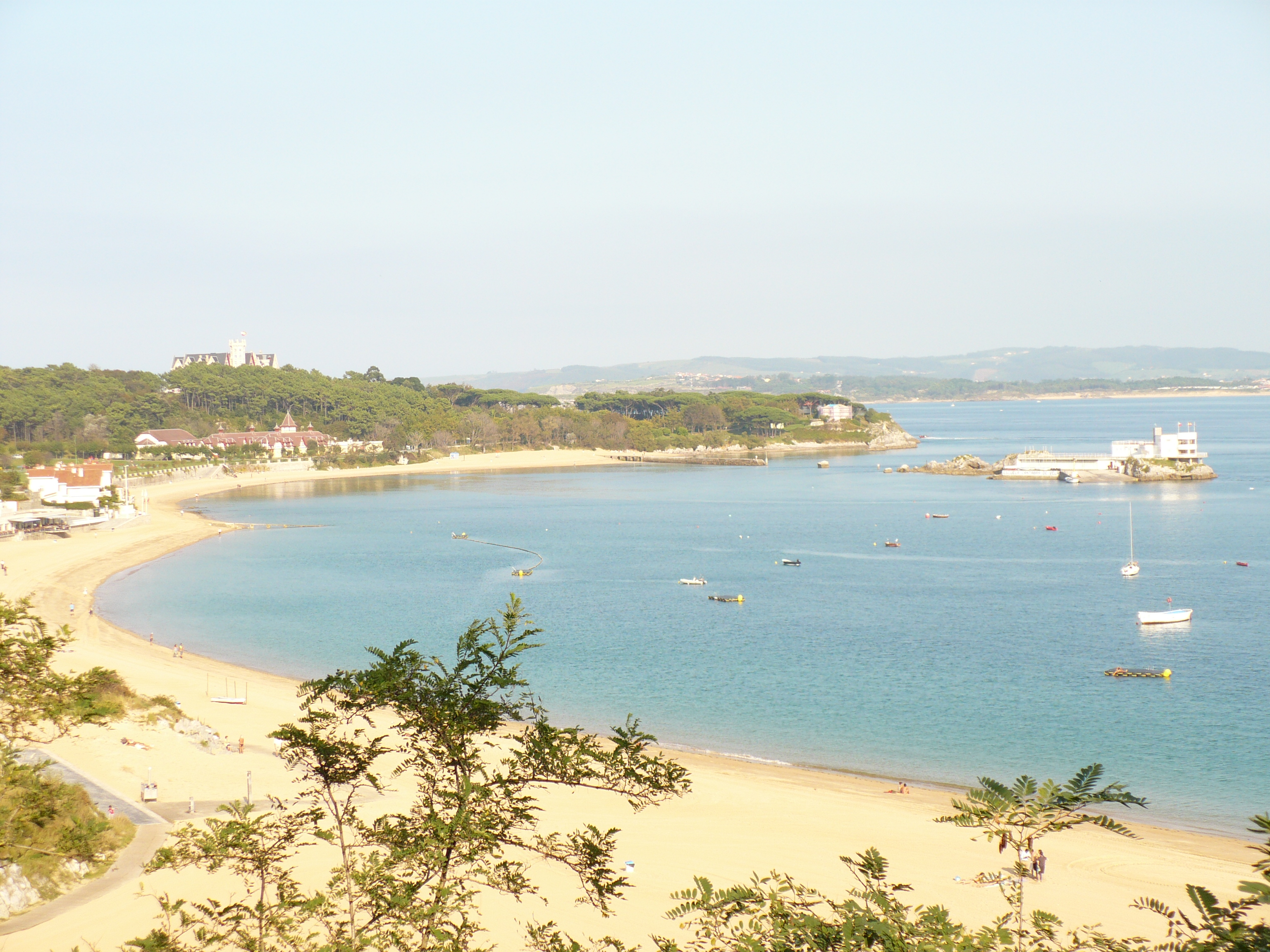
Playa de La Magdalena.
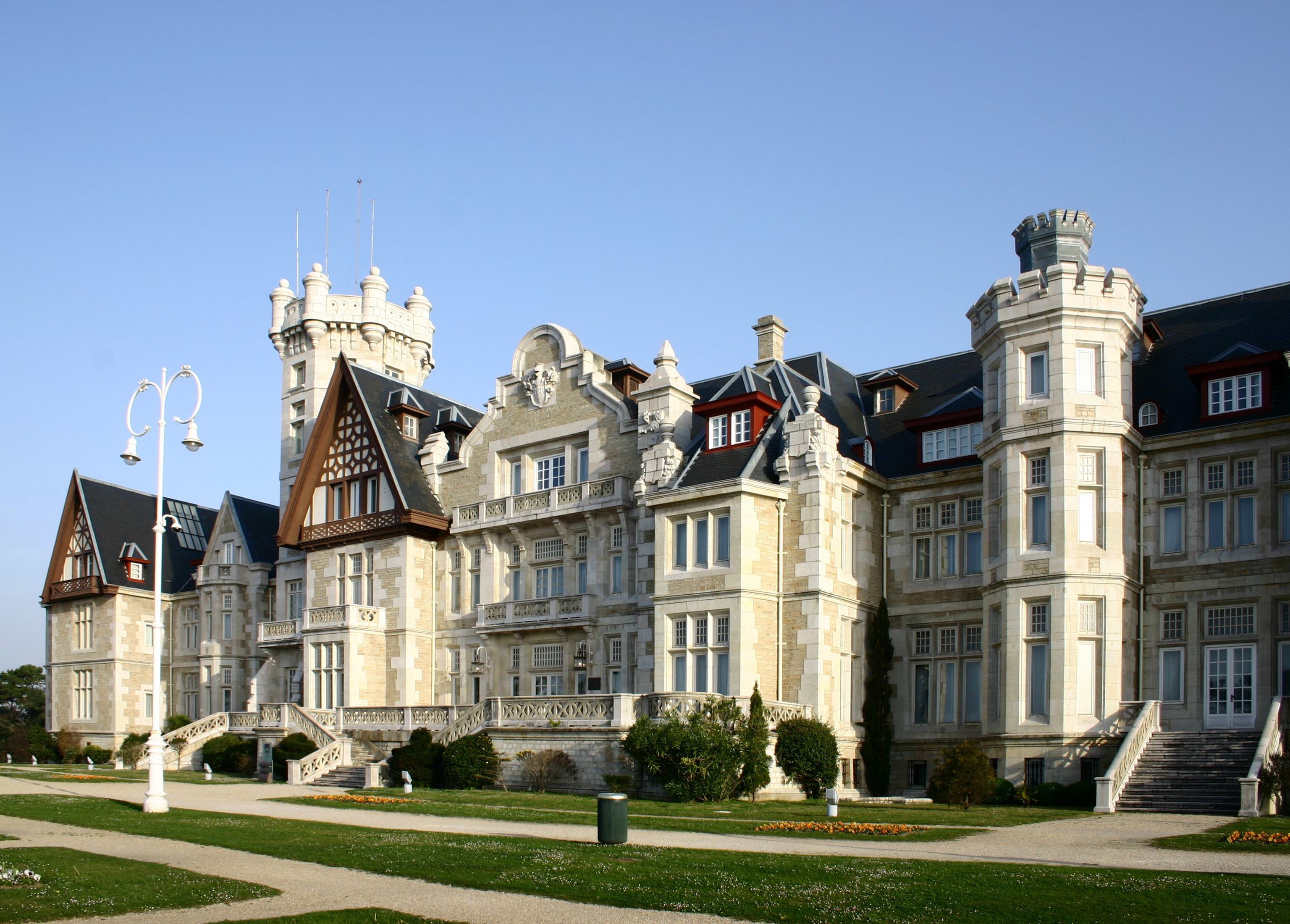
Palacio de la Magdalena.
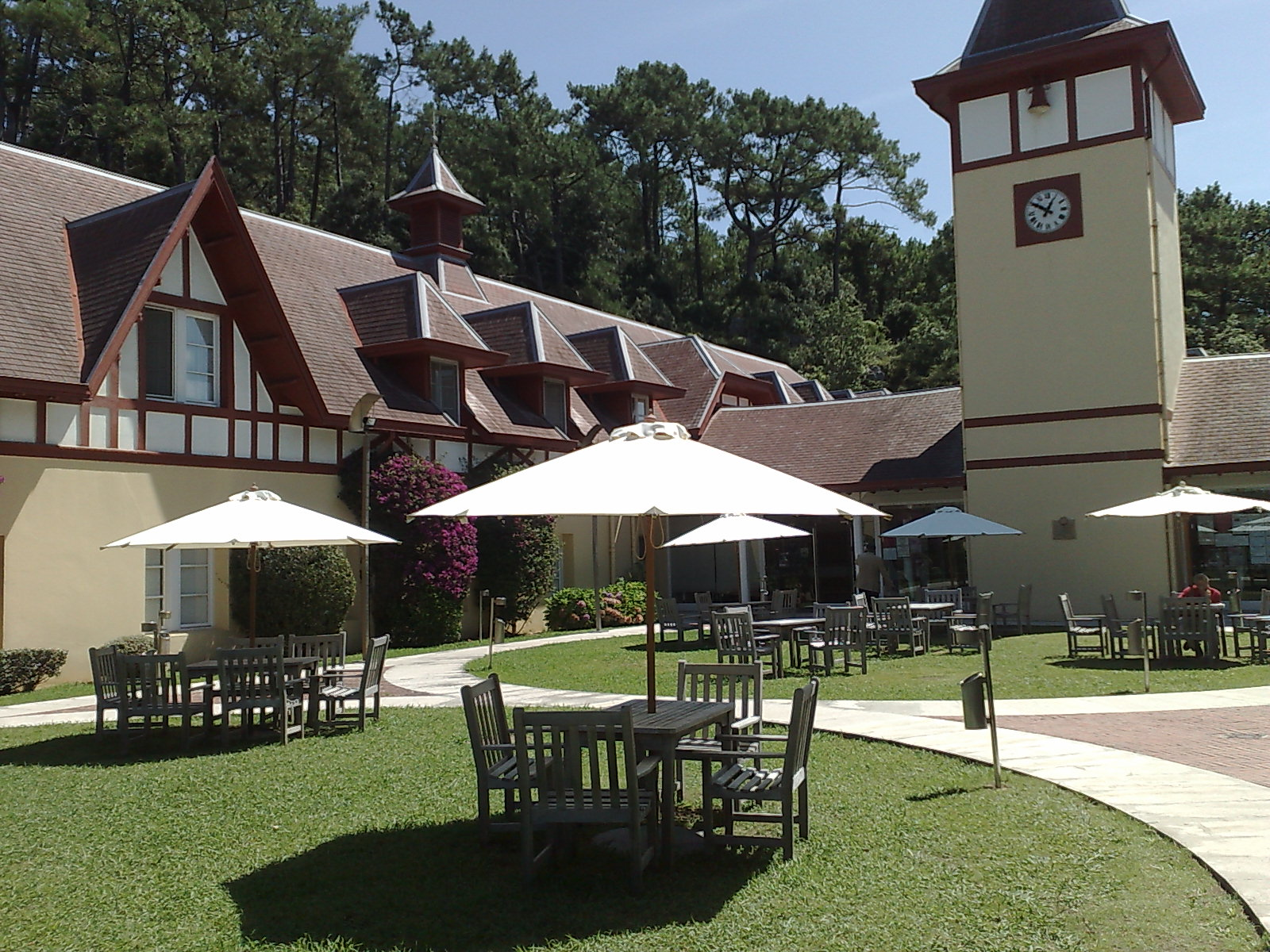
Caballerizas.
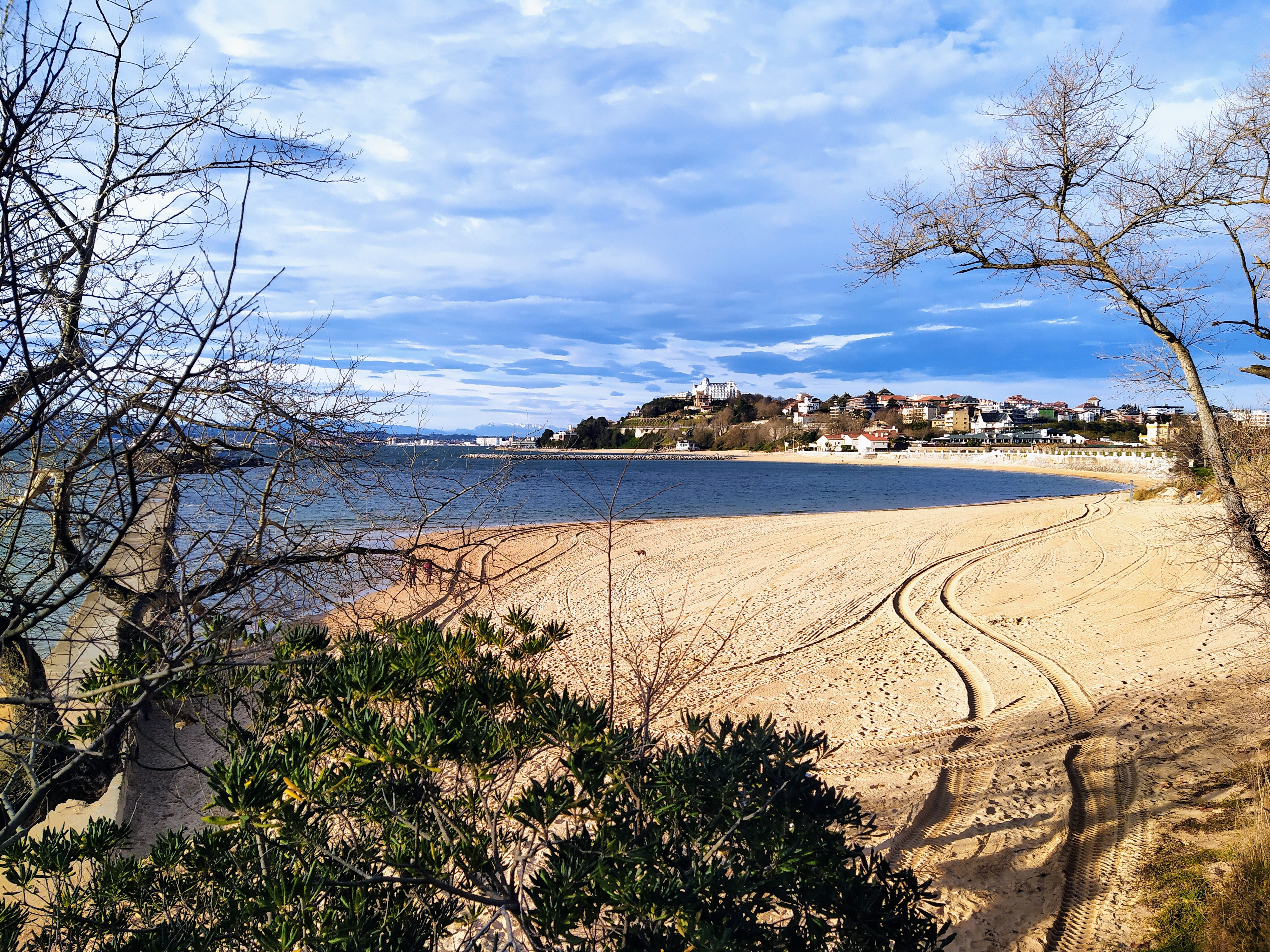
Playa de los Bikinis.
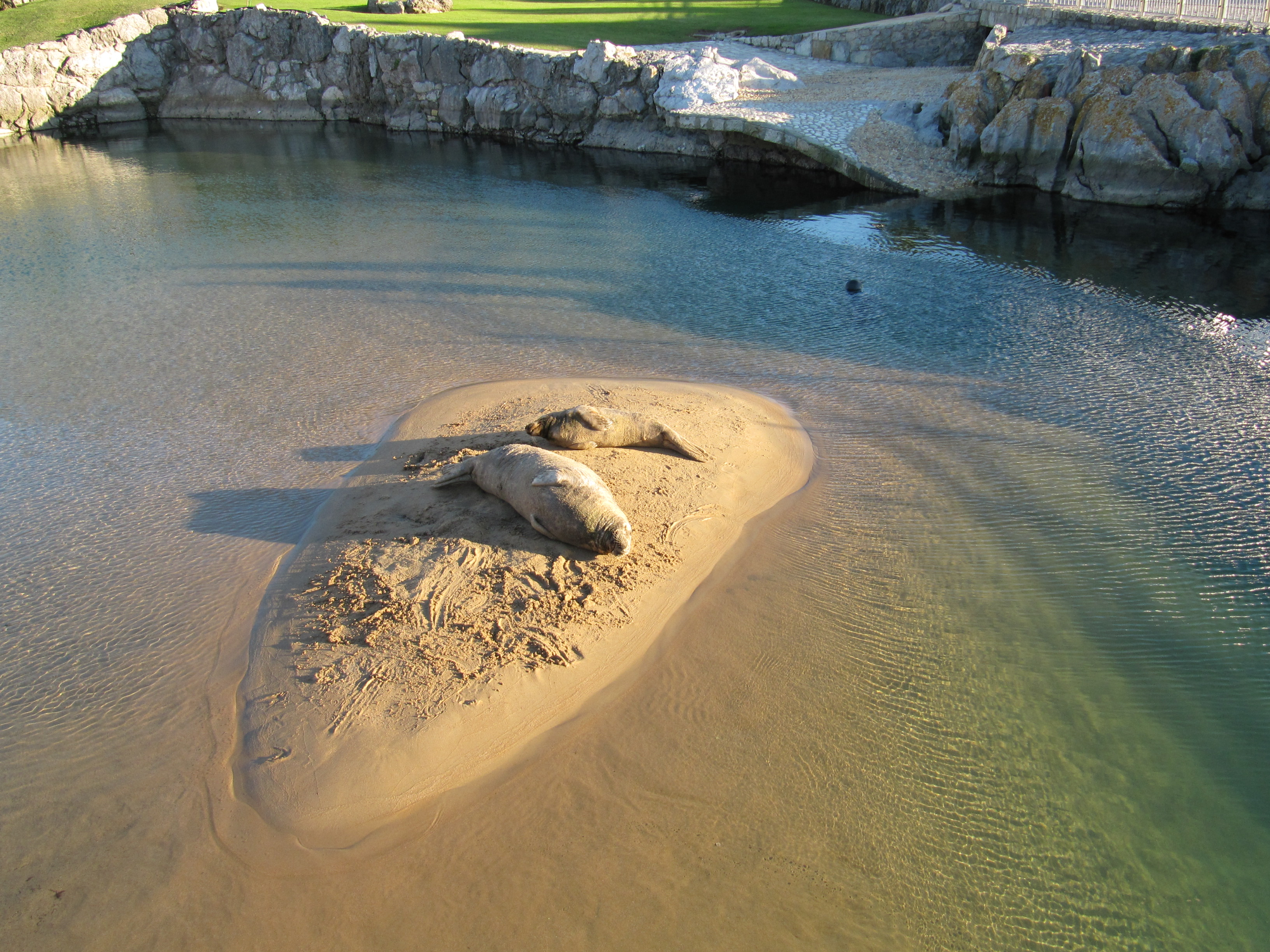
Foca en el minizoo.
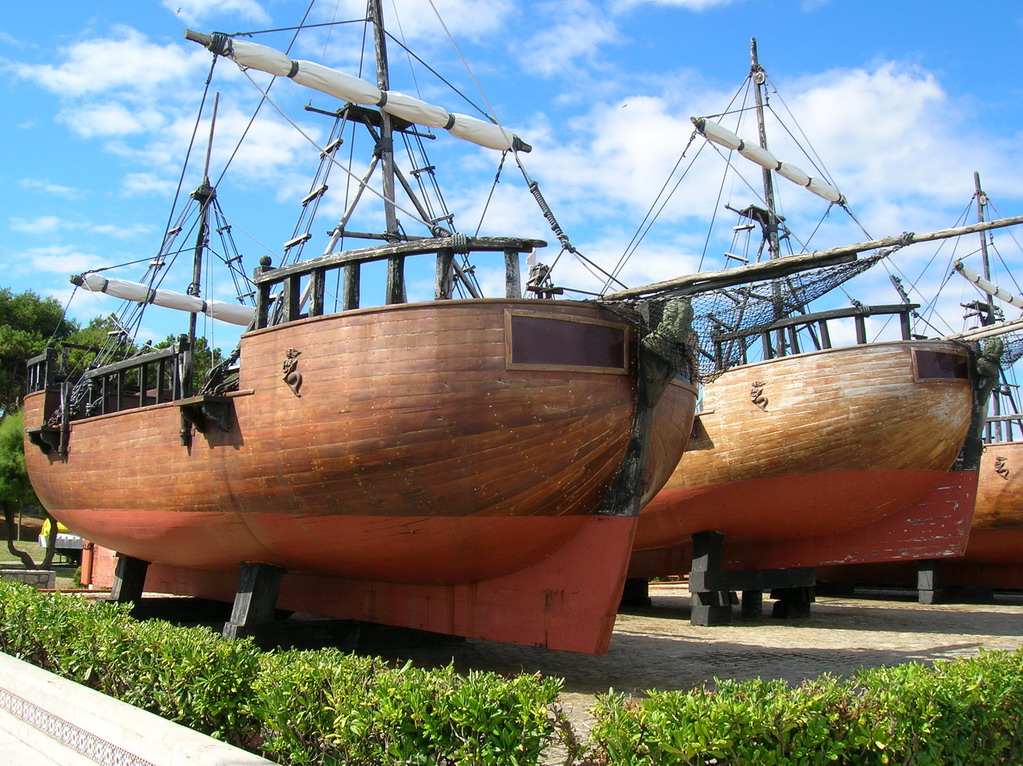
Galeones utilizados por Vital Alsar en una de sus travesías.